# Oxytelus fulvipes
Oxytelus fulvipes är en skalbaggsart som beskrevs av Wilhelm Ferdinand Erichson 1839. Oxytelus fulvipes ingår i släktet Oxytelus, och familjen kortvingar. Arten är reproducerande i Sverige.